# Фелпс (Њујорк)
Фелпс (енгл. Phelps) град је у америчкој савезној држави Њујорк.

## Демографија
По попису из 2010. године број становника је 1.989, што је 20 (1,0%) становника више него 2000. године.
| Група             | 2000.         | 2010.         |
| Белци             | 1.924 (97,7%) | 1.892 (95,1%) |
| Афроамериканци    | 3 (0,2%)      | 8 (0,4%)      |
| Азијати           | 1 (0,1%)      | 7 (0,4%)      |
| Хиспаноамериканци | 24 (1,2%)     | 47 (2,4%)     |
| Укупно            | 1.969         | 1.989         |